# Aleksandrovo (Chaskovo)
Aleksandrovo (Bulgaars: Александрово) is een dorp in Bulgarije. Het dorp is gelegen in de gemeente Chaskovo, oblast Chaskovo. Het dorp ligt 12 km ten noordoosten van Chaskovo en 212 km ten zuidoosten van Sofia.

## Bevolking
Het dorp telde in december 2019 259 inwoners, een daling vergeleken met het maximum van 674 in 1934.
|  |

Alle 293 inwoners reageerden op de optionele volkstelling van 2011. Van deze 293 respondenten identificeerden 289 personen zichzelf als etnische Bulgaren (98,6%), gevolgd door 4 ondefinieerbare respondenten (1,4%).
| Etniciteit   | Aantal | %     |
| ------------ | ------ | ----- |
| Bulgaren     | 289    | 98,6% |
| Turken       | ...    | ...   |
| Roma         | ...    | ...   |
| Overig       | 4      | 1,4%  |
| Respondenten | 293    |       |